# کارول گرای
کارول گرای (انگلیسی: Carole Gray؛ زادهٔ ۱ ژانویهٔ ۱۹۴۰) هنرپیشه اهل آفریقای جنوبی است.
از فیلم‌ها یا برنامه‌های تلویزیونی که وی در آن نقش داشته‌است می‌توان به دوئل در غروب آفتاب اشاره کرد.